# Mont-Cinère
Mont-Cinère è il primo romanzo di Julien Green, pubblicato a Parigi nel 1926 e riedito nel 1984, con prefazione dell'autore. In Italia è apparso nel 1967 nella traduzione di Marco Forti. La riedizione francese con prefazione dell'autore è stata pubblicata, sempre in Italia, nel 1987.
Il libro è stato tradotto in inglese, tedesco, spagnolo, catalano, ungherese, portoghese, ceco, oltre che in italiano.

## Trama
Ambientato nel 1888, in una zona isolata della Virginia, Stati Uniti, il romanzo ha come protagonista la sedicenne Emily Fletcher.
Mont-Cinère è una dimora signorile, vasta, fredda e isolata. La casa sembra incombere sul vicino villaggio e il più stretto riserbo copre la vita dei suoi abitanti. Il signor Stephen Fletcher, ideatore della casa, morì dopo pochi anni di matrimonio, lasciando una figlioletta, Emily, e una vedova, Kate Elliot. La vita coniugale dei Fletcher non era stata felice.
Rimasta sola, Kate aveva sviluppato una forma di avarizia che la spingeva a lesinare su tutto, specialmente sul fuoco, e a calcolare quale vantaggio economico le sarebbe derivato da ogni situazione. Fu così che la piccola Emily era cresciuta chiusa, selvatica, priva di educazione e inconsapevole che avrebbe potuto avere di più.
Durante alcuni anni, era venuta a vivere a Mont-Cinère la nonna materna di Emily, Mrs. Elliot. Accolta dalla figlia Kate solo per dovere e dietro un vantaggioso pagamento per il suo mantenimento, l'anziana signora era tuttavia riuscita a farsi rispettare, ad esigere più comodità, a insegnare alla nipote alcune cose fondamentali: leggere, scrivere, pregare. Le aveva anche instillato l'idea che la madre non fosse, se non di fatto, la proprietaria della casa, e che Emily, ad un'età ragionevole, avrebbe potuto pretendere la sua eredità.
Ma il seme gettato nell'animo della ragazzina era destinato a crescere nel modo peggiore: infatti nonna e nipote non uscivano mai di casa, per l'immobilità della più anziana e per la grettezza di Kate, che nemmeno portava in chiesa la figlia.
Alla morte della nonna, Emily si trova nella fase avanzata dell'adolescenza. tenta di frequentare la comunità del paesino sottostante la grande casa, ma ne fugge atterrita dalla propria ignoranza delle più semplici norme del vivere comune. Rimasta a tu per tu con la madre, Emily dà vita a varie forme di ribellione, fino a un episodio irreversibile.
Un giovane fittavolo della casa, Frank Stevens, aveva mandato a dire che la moglie stava per avere un bimbo. Poco dopo Emily seppe che la poveretta era morta, lasciando una creaturina, Laura. Per mandare ad effetto la rivalsa contro la madre, Emily chiede a Frank di sposarla e di entrare in possesso entrambi della casa, anzi, visto che lui è un uomo, di esserne senz'altro il proprietario.
Frank accetta questa proposta incosciente, sposa Emily, si trasferisce con la piccina a Mont-Cinère. Ma non ama Emily e lei non sa come dovrebbe essere una vita coniugale. E Kate, di fronte alla situazione, decide di ritirarsi, asserendo che si è risparmiata i mezzi per vivere altrove e lasciando i giovani senza denaro.
Inevitabilmente, la tensione si sposta sui rapporti tra Emily e Frank. Negli ultimi, terribili giorni della vicenda, Emily si sente stretta da una morsa di impotenza: solo nel più profondo di sé capisce di essersi rovinata, ma la consapevolezza non può affiorare, la violenza sì. Un litigio tra i due, fa capire a Emily che Frank l'ha sposata solo per togliere la figlioletta dal bisogno. Accecata dalla rabbia, Emily si getta sulla bimba e tenta di soffocarla. La reazione, molto violenta di Frank, che minaccia anche un processo e un'impiccagione, fa perdere del tutto la ragione alla povera Emily.
Durante la notte seguente, Frank si sveglia e scopre che la casa è stata incendiata. Si pone in salvo con la bimba e la domestica, ma non si trova Emily. La casa brucia fino alle fondamenta.

## Opere derivate
Nel 1970 è uscito in Francia il film per la TV Mont-Cinère, il cui adattamento per lo schermo è di Robert de Saint-Jean compagno di Julien Green e la regia di Jean-Paul Roux.

## Edizioni in italiano
- J. Green, Mont-Cinère, trad. di Marco Forti, ed. Mondadori, Milano 1967;
- J. Green, Mont-Cinère, trad. di Marco Forti, ed. Longanesi, Milano 1987, con prefazione dell'Autore;